# Bill Steer

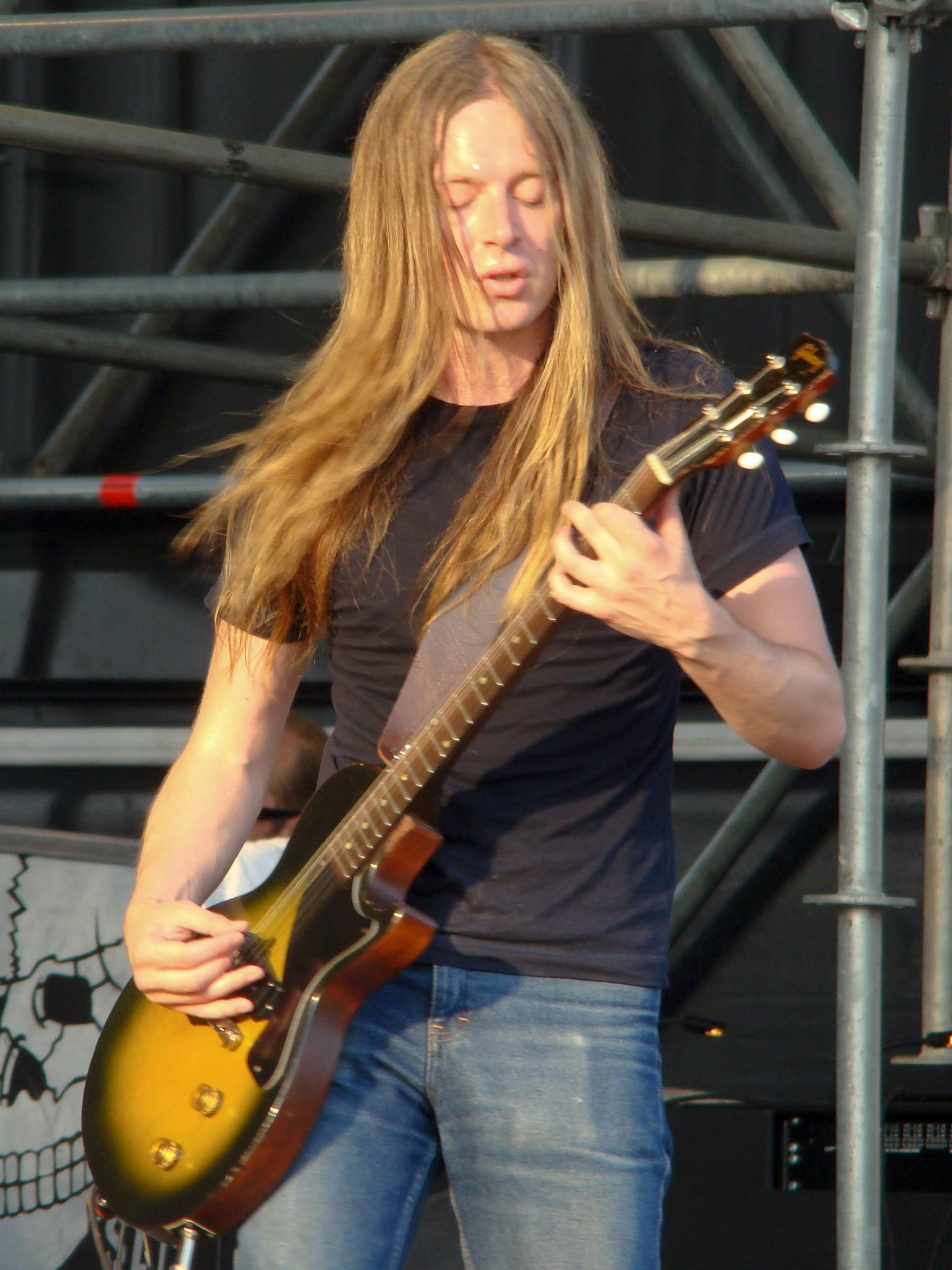
Bill Steer under Carcass konsert på Gods of Metal 2008

William Geoffrey "Bill" Steer, född 3 december 1969 i Stockton-on-Tees, England, är en brittisk gitarrist som spelat i flera kända band.
Steer var gitarrist i grindcore-banden Napalm Death (1987–1989) och Carcass (1985–1995). 1999 bildade han bluesrockbandet Firebird, i vilket han sjunger och spelar gitarr. Han återförenades med Carcass 2007. Dessutom anslöt han sig 2009 till rockbandet Gentlemans Pistols och 2011 till Angel Witch där han spelade som live-musiker till 2015.